# Микинг, Гарри
Гарри Микинг (англ. Harry "Hurricane Howie" Meeking) — бывший профессиональный канадский хоккеист. Выступал в Национальной хоккейной лиге за команды Торонто Аренас, Детройт Когуарс и Бостон Брюинз. Родился в городе Берлин, Онтарио, Канада. В 1917 году вместе с Аренас выиграл Кубок Стэнли. После двух лет в НХЛ, Микинг 7 лет играл в Тихоокеанской хоккейной ассоциации и Западно-канадской хоккейной лиге. В 1926 году вернулся в НХЛ на один сезон. В начале сезона играл за Детройт Когуарс, но в середине сезона был обменян на Фрэнка Фредриксона в Бостон Брюинз. В 1925 году вместе с командой Виктория Когуарс выиграл Кубок Стэнли.

## Достижения
- Обладатель Кубка Стэнли 1918 года.